# لي هويلز
لي هويلز (بالإنجليزية: Lee Howells)‏ (14 أكتوبر 1968 في أستراليا - ) هو لاعب كرة قدم بريطاني في مركز الوسط. لعب مع كوينزلاند ليونز ونادي بريستول روفيرز ونادي ميرثير تيدفيل ‏ وMangotsfield United F.C. ‏ ونادي تشيلتنهام تاون لكرة القدم وClevedon Town F.C. ‏.

## وصلات خارجية
- لي هويلز على موقع قاعدة بيانات كرة القدم.إي يو (الإنجليزية)
- لي هويلز على موقع Soccerbase.com (لاعب) (الإنجليزية)